# Prigorie cu coadă albastră
Prigoria cu coadă albastră (Merops philippinus) este o pasăre din familia prigoriilor Meropidae. Este răspândită pe scară largă în Asia de Sud și de Sud-Est, unde multe populații sunt puternic migratoare și sunt observate sezonier în multe părți, dar se reproduc în mod colonial în zone mici din aria lor de răspândire, mai ales în văile râurilor, unde cuibăresc prin săparea de tuneluri în bănci de nisip argilos.

## Taxonomie
Această specie a fost uneori considerată ca fiind conspecifică cu prigoria cu obraz albastru care este un taxon soră, cele două formând o cladă cu progoria măslinie din Madagascar. În trecut, specia a fost tratată în mod diferit ca M. persicus javanicus, M. superciliosus javanicus, and M. superciliosus philippinus.